# Suontienselkä–Paasvesi
Le lac Suontienselkä-Paasvesi (finnois : Suontienselkä-Paasvesi est un lac situé à Suonenjoki, Leppävirta et Pieksämäki en  Finlande,.

## Présentation
Dans le classement des lacs de Finlande le lac Suontienselkä est regroupé avec le lac Paasvesi et l'ensemble est considéré comme le lac Suontienselkä-Paasvesi (lac numéro 14.782.1.001).
Le lac a une superficie de 57,8 kilomètres carrés et une altitude de 99,4 mètres.